# Syvä Paltojärvi
Syvä Paltojärvi eller Puddojärvi är en sjö i Finland. Den ligger i kommunen Enare i landskapet Lappland, i den norra delen av landet, 900 km norr om huvudstaden Helsingfors. Syvä Paltojärvi ligger 163,3 meter över havet. Arean är 1,08 kvadratkilometer och strandlinjen är 6,19 kilometer lång. Sjön  ingår i Pasvik älvs huvudavrinningsområde. 